# Sergio Meier
Sergio Aldo Meier Frei (Quillota, 6 de noviembre de 1965-Quillota, 2 de agosto de 2009) fue un escritor chileno de ciencia ficción. Estudió en el Instituto Rafael Ariztía de su ciudad natal. En vida publicó dos obras literarias: «El color de la amatista» y «La segunda Enciclopedia de Tlon», en 1986 y 2007 respectivamente. Esta última, que trata acerca de la multiplicidad de universos paralelos, fue escrita a partir del cuento Tlön, Uqbar, Orbis Tertius de Borges, y se destacó por haber sido la primera novela steampunk chilena. Escribió Memorias de un golem. Y diversos prólogos para libros de ciencia ficción.
A su temprana muerte dejó inédita la obra «Una huida hacia la muerte» y un guion cinematográfico. Póstumamente y en su año de fallecimiento, fue distinguido como ciudadano ilustre de la Municipalidad de Quillota «en reconocimiento a su aporte al desarrollo de la comuna», galardón que fue recibido en su representación por su esposa Isabel Meier. Participó del movimiento renovador de la literatura fantástica chilena, en especial de la ciencia ficción, que se produjo a partir del 2005 junto a autores como Jorge Baradit, Sergio Alejandro Amira, Francisco Ortega, Álvaro Bisama, Mike Wilson, entre otros.

## Publicaciones

### Publicaciones en revistas
- 2010 Revista Cultural Número I, Año I, Verano de 2009, La Serena, Chile. 2000 ejemplares. Ediciones Corriente Alterna. Santiago de Chile. Ethos y cosmogonía nacional (artículo), pags 120-125.
- Ciudad de los Césares Revista de Política y Cultura Alternativas n.º 82, septiembre-noviembre de 2008 año XVIII. ABI Impresores. Literatura Fantástica, Tradición, Retrofuturismo (entrevista por Juan Carlos Muñoz) páginas 36-40, Santiago.

### Novelas
- El color de la amatista, Ediciones Don Qvixote, 1986. Impreso Libra, Valparaíso. 82 páginas. Portada del pintor expresionista alemán Hans Hartung.
- La segunda enciclopedia de Tlön, Puerto de Escape Editorial, 2007, Valparaíso. 220 páginas.

### Antologías
- Valpoculto, CD interactivo, Puerto de Escape Editorial, selección de Marcelo Novoa, 2006, Valparaíso. Cuento antologado: Fractales.
- Años luz: mapa estelar de la ciencia ficción chilena, selección de Marcelo Novoa, Universidad de Valparaíso-Editorial / Puerto de Escape Editorial, Cerro Los Placeres, Valparaíso 427 páginas.  Texto antologado: fragmento de La segunda enciclopedia de Tlön.
- Alucinaciones. TXT, selección de Luis Saavedra, Puerto de Escape Editorial Valparaíso, 2007. 234 páginas. Cuento antologado: Glykabiil.
- Porotos granados, selección de Tito Matamala, Catalonia, 2008. 192 páginas. Cuentos antologados: La imprenta holográfica de Pickwick, El libro de invocación de los demonios, Maquetas.

### Prólogos
- Historia de los libros infinitos (Introducción a Kounboum, primer volumen del ciclo Inferno), prólogo de Kounboum, Karlés Llord, Ediciones Corriente Alterna, 2010. 572 páginas.